# Chiriquí Grande (distrito)
Chiriquí Grande é um distrito da província de Bocas del Toro, Panamá. Possui uma área de 207,30 km² e uma população de 7.431 habitantes (censo 2000), perfazendo uma densidade demográfica de 35,85 hab./km². Sua capital é a cidade de Chiriquí Grande.